# Chris Terrio
Christopher (Chris) Terrio (New York, 31 december 1976) is een Amerikaanse scenarist en filmregisseur. In 2013 won hij een Oscar voor het scenario van de historische thriller Argo (2012).

## Biografie

### Jeugd
Chris Terrio werd in 1976 geboren in New York. Hij groeide op in Staten Island in een katholiek gezin en is van Italiaanse en Ierse afkomst. In 1997 behaalde hij aan de Harvard University een diploma in de richting Engelse en Amerikaanse literatuur. Nadien besloot hij verder te studeren aan de Cambridge University, maar hij gaf zijn studies uiteindelijk op om zich aan te sluiten bij de filmschool van de University of Southern California. In 2002 behaalde zijn masterdiploma aan de filmschool.

### Carrière
Onder impuls van regisseur James Ivory en producent Ismail Merchant vond Terrio werk in Hollywood. Hij filmde een "behind-the-scenes"-documentaire voor de film Le Divorce, een Frans-Amerikaanse productie van Ivory en Merchant. In 2005 werden Ivory en Merchant ook de producenten van zijn regiedebuut Heights. Vijf jaar later regisseerde Terrio ook een aflevering voor de tv-serie Damages (2007–2012). Voor zowel Le Divorce als Heights als Damages werkte Terrio samen met actrice Glenn Close.
In 2012 volgde de grote doorbraak van Terrio. Hij schreef het scenario voor Argo, een historische thriller gebaseerd op de Iraanse gijzelingscrisis uit 1979. De film werd geregisseerd door Ben Affleck en werd bekroond met drie Oscars, waaronder die voor beste scenario (adaptatie). Ondanks het succes kreeg de film ook negatieve reacties te verduren. Er kwam onder meer kritiek op het feit dat het aandeel van Canada in de succesvolle bevrijding van zes Amerikaanse diplomaten onderbelicht wordt in de film.
In augustus 2013 werd Ben Affleck gecast als Batman voor de superheldenfilm Batman v Superman: Dawn of Justice (2016). In december 2013 werd Terrio aan de productie toegevoegd om het script van scenarist David S. Goyer verder uit te werken. Daarna schreef Terrio ook het script voor Zack Snyder's Justice League.

## Prijzen en nominaties
Academy Awards:
2013 – Argo (gewonnen)
Golden Globes:
2013 – Argo (genomineerd)
BAFTA Awards:
2013 – Argo (genomineerd)
Satellite Awards:
2013 – Argo (genomineerd)
Writers Guild of America Award:
2013 – Argo (gewonnen)

## Filmografie

### Als scenarist
- Heights (2005)
- Argo (2012)
- Batman v Superman: Dawn of Justice (2016)
- Justice League (2017)
- Star Wars: Episode IX - The Rise of Skywalker (2019)
- Zack Snyder's Justice League (2021)

### Als regisseur
- Heights (2005)
- Damages (2007–2012) (1 aflevering)

### Als acteur
- Star Wars: Episode IX - The Rise of Skywalker (2019) - Aftab Ackbar (stem)